# Sypniewo (Poznań)
Sypniewo – niewielka część Poznania obejmująca obszar miasta najbardziej wysunięty na południowy wschód, w osiedlu samorządowym Głuszyna.

## Położenie
Od południa i wschodu graniczy z Kopylnikiem i terenami gminy Kórnik (wsie Kamionki oraz Szczytniki), od zachodu z gminą Mosina (wieś Daszewice), od północy natomiast sąsiaduje ze znajdującymi się w granicach miasta Piotrowem i Barakami.

## Historia
W granicach Poznania od 1942 r.
W latach 1954–1990 Sypniewo należało do dzielnicy Nowe Miasto.

## Zabudowa
Zabudowa jednorodzinna. Większość obszaru dzielnicy stanowią tereny zielone. W części północno-wschodniej znajdują się ogródki działkowe. Przez teren Sypniewa przepływa rzeka Kopel, która w tym miejscu, z wyjątkiem krótkiego odcinka, stanowi granicę miasta. Przez Sypniewo przepływa również Głuszynka, uchodząc tu do Kopla.

## Przyroda
Na terenie Sypniewa znajdują się dwie aleje kasztanowe. Stanowią one pomniki przyrody. Posadził je w 2. połowie XIX wieku przyrodnik – Felicjan Sypniewski. Na południe od Sypniewa znajduje się źródło Pietrzynki.

## Komunikacja
Do Sypniewa dociera linia autobusowa nr 158 ze Starołęki oraz linia nocna 221 z Garbar.